# Bellusci
Bellusci je priimek več oseb:    
- Domenico Bellusci, italijanski rimskokatoliški škof
- Giuseppe Bellusci, italijanski nogometaš